# Stade Aci e Galatea
Le Stade Aci e Galatea (en italien : Stadio Aci e Galatea), auparavant connu sous le nom de Stade Tupparello (en italien : Stadio Tupparello), est un stade omnisports italien, principalement utilisé pour le football, situé dans la ville d'Acireale, en Sicile.
Le stade, doté de 14 500 places et inauguré en 1975, sert d'enceinte à domicile à l'équipe de football de l'Associazione Sportiva Dilettantistica Acireale Calcio.

## Histoire
La construction du stade, qui débute en 1972, s'achève en 1975. Il porte d'abord le nom de Stade Tupparello. Le mot du stade est dérivé du terme local « Tuppa » signifiant ordure, car le stade est situé sur une ancienne décharge. Le 5 janvier 1975 a lieu le match d'inauguration lors du derby local entre l'AS Acireale et le Calcio Catane (victoire 3-1 de Catane).
Le terrain de jeu est au départ en terre battue, mais n'est pas aux normes et finit interdit de manifestations sportives officielles (excepté pour la saison de Serie A 1983-84 où le stade sert de terrain d'entraînement pour le Calcio Catane).
Après des rénovations en 1993, l'AS Acireale est de nouveau réautorisé à jouer ses matchs à domicile au stade, augmenté à 8 000 places assises. Le match d'inauguration du nouveau stade a lieu le 28 août 1993 lors d'une défaite 1-0 contre Ascoli Calcio devant 7 000 spectateurs.
Le 15 septembre 2014, le virage Sud du stade Aci e Galatea est rebaptisé Jacopo Polimeni, du nom d'un jeune supporter décédé le 12 mai 2014.

## Installations
- Tribune supérieure : 5 000 places
- Tribune inférieure : 2 000 places
- Tribune sud : 2 000 places
- Tribune nord : 500 places
- Virage sud Jacopo Polimeni : 2 000 places
- Virage nord Simone Mangano : 1 000 places
- Virage visiteurs : 2 000 places
- Total : 14 500 places

## Galerie

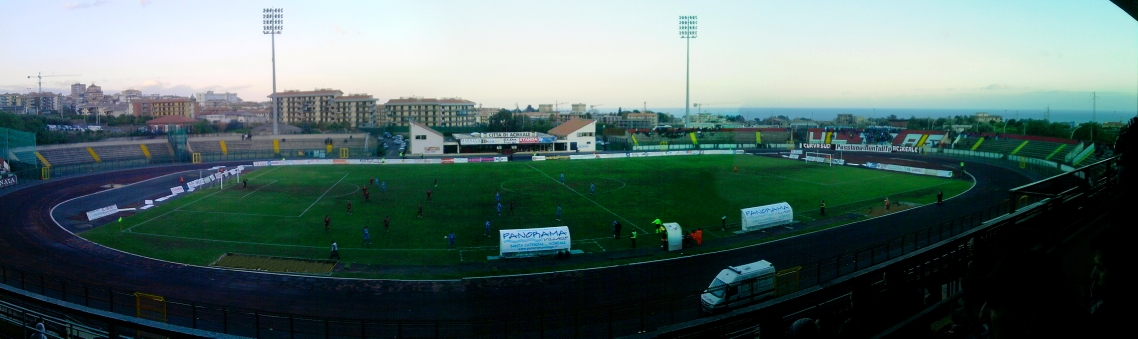
Vue depuis la tribune